# Vatnestrøm
Vatnestrøm ist ein Dorf in der Kommune Iveland im norwegischen Provinz Agder. Das Dorf liegt an der Fylkesvei 405, am Westufer des Ogge-Sees. Das Gemeindezentrum von Birketveit liegt etwa 12 Kilometer nordwestlich und das Dorf Oggevatn in der Nachbargemeinde Birkenes etwa 6 Kilometer nordöstlich.

## Verkehr
Durch den Ort führt die Sørlandsbane. Der Bahnhof wurde stillgelelegt, seit 2017 gibt es hier aber wieder ein elektrifiziertes Anschlussgleis für die Voss Wasser-Abfüllung.